# Placówka Straży Celnej „Kacwin II”

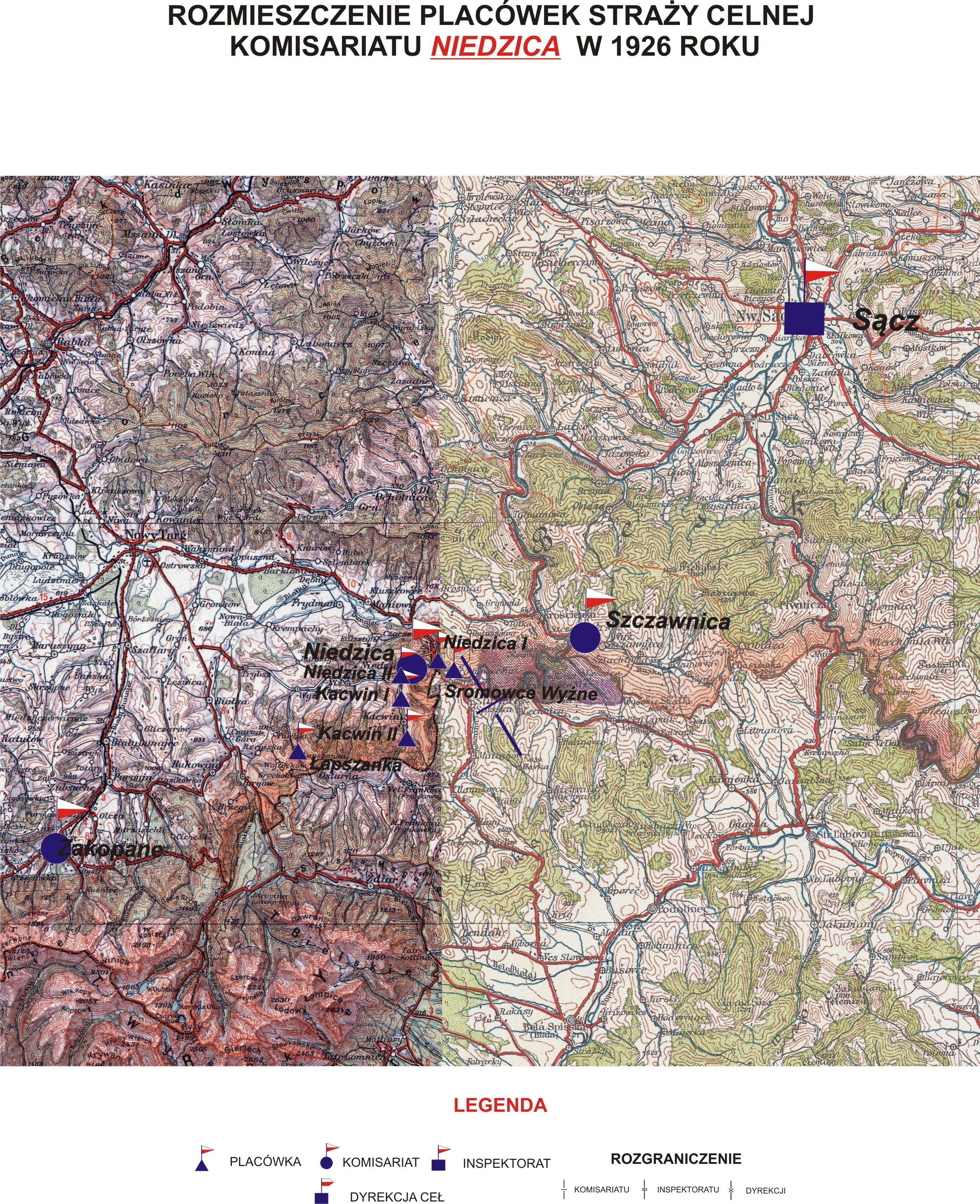
Rozmieszczenie placówek SC Komisariatu Niedzica w 1926 r.

Placówka Straży Celnej „Kacwin II” – jednostka organizacyjna Straży Celnej pełniąca w okresie międzywojennym służbę ochronną na granicy polsko-czechosłowackiej.

## Formowanie i zmiany organizacyjne
Na wniosek Ministerstwa Skarbu, uchwałą z 10 marca 1920 roku, powołano do życia Straż Celną. Od połowy 1921 roku jednostki Straży Celnej rozpoczęły przejmowanie odcinków granicy od pododdziałów Batalionów Celnych. Proces tworzenia Straży Celnej trwał do końca 1922 roku. Placówka Straży Celnej „Kacwin II” weszła w podporządkowanie komisariatu Straży Celnej „Niedzica” z Inspektoratu SC „Sącz”.
W drugiej połowie 1927 roku przystąpiono do gruntownej reorganizacji Straży Celnej. W praktyce skutkowało to rozwiązaniem tej formacji granicznej. Ochronę północnej, zachodniej i południowej granicy państwa przejęła powołana z dniem 2 kwietnia 1928 roku Straż Graniczna.
Rozkazem nr 5 z 16 maja 1928 roku w sprawie organizacji Małopolskiego Inspektoratu Okręgowego dowódca Straży Granicznej gen. bryg. Stefan Pasławski powołał komisariat Straży Granicznej „Krościenko”. Placówka Straży Granicznej I linii „Kacwin” znalazła się w jego strukturze.

## Funkcjonariusze placówki
Kierownicy placówki
| stopień    | imię i nazwisko, numer | okres pełnienia służby | kolejne stanowisko |
| ---------- | ---------------------- | ---------------------- | ------------------ |
| przodownik | Ludwik Marciniak (187) | był w 1926             |                    |

Obsada personalna placówki w 1926:
- przodownik Ludwik Marciniak (187)
- strażnik Andrzej Cegielski (1131)
- strażnik Ignacy Surzyn (1421)
- strażnik Wawrzyniec Wójcik (1233)
- strażnik Józef Terlecki (1838)
- strażnik Fiutak Bolesław (1243)
- strażnik Leon Szlachetka (1266)
- strażnik Alojzy Cisoń (1417)
- strażnik Franciszek Świgoń (881)